# National Bank Open 2023
National Bank Open 2023 — тенісний турнір, що проходив на кортах з твердим покриттям у місті Торонто, Канада з 7 серпня. Належав до категорій ATP Masters 1000 та Тур WTA 1000, був турніром серії Мастерс Канада 2023 року.

## Фінальна частина

### Чоловіки, одиночний розряд
Яннік Сіннер —  Алекс де Мінор 6–4, 6–1

### Жінки, одиночний розряд
Джессіка Пегула —   Людмила Самсонова 6–1, 6–0

### Чоловіки, парний розряд
Марсело Аревало /  Жан-Жульєн Роєр —  Ражів Рам /  Джо Солсбері 6–3, 6–1

### Жінки, парний розряд
Сюко Аояма /  Ена Сібахара —  Дезіре Кравчик /  Демі Схюрс 6–4, 4–6, [13–11]